# Комісія з питань гендерної рівності
Комісія з питань гендерної рівності є незалежною установою у Південній Африці, мандат на правову діяльність котрої був отриманий відповідно до «Закону про Комісію з питань гендерної рівності» від 1996 року.  Комісія є конституційним органом, який був створений з метою зміцнення конституційної демократії та створення вільного і рівного соціуму в усіх фундаментальних і матеріальних аспектах життя. Роль Комісії полягає у просуванні гендерної рівності у всіх сферах суспільства та наданні рекомендацій щодо будь-якого законодавства, що впливає на статус жінок.
Комісія має на меті трансформувати суспільство шляхом “викриття гендерної дискримінації в законах, політиці та практиці; пропагування змін у статевих настроях та гендерних стереотипах; і виховання поваги до прав жінок як і до прав людини в цілому». 

## Ідеологія та місія
Ідеологія Комісії з питань гендерної рівності – «Соціум вільний від гендерного утиску та нерівності». Головна місія установи полягає у просуванні, сприянні та захисту гендерної рівності у Південній Африці шляхом проведення досліджень, змін у політичній та освітницькій діяльностях, залученні законодавчих ініціатив, ефективного моніторингу, ведення судових процесів. 

## Цінності та етика установи
Підзвітність: чесність, прозорість та ефективність через ефективне використання наявних ресурсів та часу.
Рівність: відданість принципам, які сприяють основному поняттю рівності.
Демократичні принципи: відданість справедливості та об’єктивності.
Професійна етика: повага та толерантне ставлення до гідності оточуючих. Сумлінне дотримання принципів Конституції. Віра в себе та інших.
Професіоналізм: комунікувати, поводити  себе та виконувати обов'язки таким чином, щоб ефективно опрацьовувати поставлені задачі та підвищувати позитивний імідж Комісії з питань ґендерної рівності.
Емпатія: ведення політичної діяльності відповідно до захисту прав людини шляхом розуміння, підтримки та толерантного ставлення.
Обмін знаннями: дух взаємного обміну, спільного розвитку і зростання.
Ідентичність: визнання особистості та культурного різноманіття нашого суспільства.

## Управління
Генеральним директором Комісії з питань гендерної рівності є бухгалтер інституту - пані Кекецо Маема. Діяльність пані Кекецо Маема спрямована на розробку інституційних та оперативних стратегій відповідно до законодавчих рамок. В рамках управлінської функції на генерального директора покладається обов'язок актуалізувати принципи належного врядування, дотримання дійсних законів та інших положень.

## Організаційна структура
Комісія з питань гендерної рівності складається з членів комісії (від 7-ми до 11-ти комісіонерів), голови та заступника голови, який регулює виконавчу владу відповідно до Закону про управління державними фінансами (PFMA).

## Повноваження та функції Комісії з питань гендерної рівності
Юридичний департамент. Юридичний відділ Комісії був створений з метою:
- Розслідувати скарги щодо гендерних питань.
- Оцінювати закони, звичаї, практики, особисте та сімейне право, що впливають на гендерну рівність або статус жінок, які вже діють або пропонуються Парламентом.
- Рекомендувати парламенту прийняття законів, які сприятимуть встановленню гендерній рівності та статусу жінок.
- Контролювати дотримання міжнародних конвенцій, угод і міжнародних договорів, прийнятих та ратифікованих урядом, які мають відношення до об'єкту Комісії з питань гендерної рівності.
- Зробити вагомий внесок у законотворчий процес - підпорядкувати процес прийняття закону, особливо, коли це стосується законів, які порушують права жінок та мають відношення до питання гендерної рівності у Південній Африці.[6]

Департамент народної освіти та інформації. Основний вектор діяльності департаменту спрямований на:
- розробку, проведення або керування інформаційними та освітніми програмами сприяння розуміння громадськістю питань, що стосуються гендерної рівності, а також ролі та діяльності Комісії;
- налагодження зв'язків та подальша взаємодія з організаціями, які активно пропагують поняття гендерної рівності.[7]

Департаменту політики та досліджень доручено:
- дослідження підготовки та презентації проектних пропозицій, таких як партнерства на семінарах з питань політики, конференції з питань демократії і надання вхідних даних для фінансової звітності, затверджених на пленарному засіданні;
- сприяння залученню Комісії з питань гендерної рівності до партнерських ініціатив, наприклад, расові конференції, семінари з політичних питань;
- визначення відповідних джерел та підготовка вхідних даних для політичних документів; презентації відділу, голови та комісарів.[8]